# Smuid
Smuid (en wallon Smu) est une section et un village de la commune belge de Libin située en Wallonie dans la province de Luxembourg.
C'était une commune à part entière avant la fusion des communes de 1977.

## Évolution démographique
- Source: DGS, 1831 à 1970=recensements population, 1976= habitants au 31 décembre